# Battaglia di Loano
La battaglia di Loano si combatté il 23 e 24 novembre 1795 nell'ambito delle guerre della prima coalizione. L'esercito francese, comandato da Andrea Massena, sconfisse l'alleanza di Austria e Regno di Sardegna guidata da Oliver Remigius von Wallis.

## Contesto
Nel settembre 1795 il generale di divisione Barthélemy Schérer sostituì François Christophe Kellermann al comando dell'esercito francese in Italia. Di fronte ai francesi c'erano 30 000 austriaci e 12 000 piemontesi al comando del feldzeugmeister Nikolaus Joseph de Vins e del generale Benedetto di Savoia, duca del Chiablese.
Il centro dell'esercito francese, sotto il comando di Andrea Massena, era formato da due vecchie divisioni dell'armata d'Italia. Una terza armata, che formava l'ala sinistra, era sotto il comando del generale Jean Sérurier. L'ala destra era guidata dal generale Pierre Augereau, recentemente arrivato insieme a Schérer dall'esercito dei Pirenei. Un'altra divisione, proveniente dal Colle di Tenda, copriva Saorge. Questo esercito di 40 000 uomini mancava di provviste, armi e munizioni da quando la marina inglese aveva tagliato la linea dei rifornimenti di Genova.
Le truppe austro-piemontesi erano forti di 53 000 uomini e le loro linee difensive coprivano gran parte della riviera ligure di ponente, spingendosi fino a Cuneo, Ceva e Mondovì, formando un campo difficilmente espugnabile, composto da basi legate fra loro da camminamenti e difeso da centinaia di pezzi d'artiglieria.
Una delle difficoltà più gravi dei soldati francesi fu la mancanza di scarpe in mezzo a balze rocciose e strade in pietra. Fortunatamente, un brigantino francese riuscì ad arrivare prima della battaglia, portando 100 000 razioni di biscotti e 24 000 paia di scarpe, risollevando così il morale delle truppe.
Il 17 novembre il generale di divisione Étienne Charlet attaccò gli austro-piemontesi a Campo di Pietri, distruggendo le loro trincee e catturando tre cannoni e 500 prigionieri. Tuttavia, a causa del maltempo, Andrea Massena fu costretto ad abbandonare l'azione che aveva programmato, un assalto sulla destra.
Ignaro dell'attacco imminente, De Vins, spossato da una malattia, abbandonò il comando austriaco il 22 novembre. Al suo posto subentrò Oliver Remigius von Wallis.

## La battaglia
I francesi effettuarono tre attacchi, uno fasullo e due reali. Schérer mandò Pierre Augereau a Borghetto Santo Spirito per colpire il fianco sinistro del nemico. Il 22 novembre Massena scese da Zuccarello con due divisioni per attaccare al centro.
Massena conquistò tutte le posizioni nemiche fino a Bardineto, dove gli austriaci opposero una strenua resistenza. Massena, indignato per il rallentamento della sua avanzata, ordinò allora di attaccare in maniera più decisa. Il generale Étienne Charlet, accorso in suo aiuto, venne colpito a morte. Questo fatto suscitò l'ira dei soldati francesi, che serrarono i ranghi e si precipitarono contro il nemico, sbaragliandolo.
Nel frattempo, partendo da Borghetto Santo Spirito, Augereau mosse verso Loano e attaccò con successo l'ala sinistra austro-piemontese, comandata da Eugène-Guillaume Argenteau. La roccaforte austro-piemontese, posta a metà strada fra Boissano e Loano e difesa da 1 200 uomini al comando del generale Mathias Rukavina von Boynograd, oppose tenace resistenza.
Secondo il diario di un borghettino:
Circondata la roccaforte, Augereau invitò Rukavina a deporre le armi. Quest'ultimo accettò, a patto che i francesi accogliessero alcune condizioni poste dagli austriaci. Augereau respinse l'offerta con disprezzo, ordinò alla brigata agli ordini di Claude-Victor Perrin di prepararsi a sparare e diede a Rukavina dieci minuti di tempo per arrendersi e uscire. Rukavina, deciso a morire con onore, cadde sotto il fuoco della 117ª e 118ª brigata di fanteria francese.
Gli austro-piemontesi si ritirarono allora nei pressi del convento di Monte Carmelo, sulle alture di Loano, per affrontare i francesi, che credevano stanchi dopo dieci ore di combattimenti. Schérer li seguì pronto ad attaccarli, ma esitò. Rassicurato da un messaggio di Massena, proseguì la sua avanzata, ma dovette fermarsi a causa della grandine. Gli austriaci approfittarono del maltempo per fuggire, abbandonando cannoni e tende.
Jean Sérurier, che il 23 novembre aveva solo dovuto contenere l'ala destra austro-piemontese, effettuò un duro attacco che mandò l'esercito piemontese allo sbando, costringendolo a unirsi con ciò che restava delle truppe di Argenteau presso il campo trincerato di Ceva. Di 25 000 uomini impiegati, i francesi ne persero 3 500 fra morti, feriti e catturati. Gli austro-piemontesi contarono 3 000 fra morti e feriti, 4 000 uomini prigionieri e 48 cannoni catturati.
La vittoria di Loano permise ai francesi di impossessarsi di ingenti approvvigionamenti e fornì loro un importante punto d'appoggio nelle Alpi Liguri, che sarebbe stato successivamente sfruttato, nell'aprile 1796, dal generale Napoleone Bonaparte nella battaglia di Montenotte.